# Bona z Artois
Bona z Artois (francouzsky Bonne d'Artois, 1396 – 17. září 1425, Dijon) byla burgundská vévodkyně a hraběnka z Nevers a Rethelu.

## Život
Narodila se jako třetí potomek Filipa z Artois, hraběte z Eu a Marie, dcery Jana z Berry. 20. června 1413 byla v Beaumont-en-Artois provdána za ovdovělého Filipa z Nevers. Manželství vnučky Jana z Berry a mladšího bratra Jana Nebojácného mělo být zpečetěním křehkého smíru mezi Armagnaky a Burgunďany. Filip padl na bitevní pláni u Azincourtu na podzim 1415 a starší ze dvou synů Karel se stal jeho následníkem. Bona vládla až do roku 1424 jako regentka a v rozmezí let 1419 až 1423 založila v Decize klášter klarisek reformovaný dle Coletty z Corbie.
30. listopadu 1424 se Bona v Moulins-les-Engelbert provdala za burgundského vévodu Filipa Dobrého, synovce svého prvního manžela. Zemřela 17. září 1425 a během kratičkého manželství nestačila dát Filipovi vytouženého dědice. K poslednímu odpočinuku byla pohřbena v kartuziánském klášteře Champmol, nekropoli burgundských vévodů.